# Русско-литовская война (1561—1570)
Русско-литовская война 1561—1570 годов — военный конфликт между Русским государством и Великим княжеством Литовским, часто рассматривающийся в историографии как часть Ливонской войны.

## Причины войны
Действовавшее между обоими государствами перемирие в конце 1550-х годов подходило к концу. Переговоры по заключению мирного договора раз за разом заходили в тупик из-за взаимных территориальных претензий и мелкой пограничной войны местных феодалов. В 1559 году ливонский магистр Готхард Кетлер, значительная часть земель которого была завоёвана войсками Ивана Грозного, заключил с Сигизмундом II Виленский договор, по которому земли Ливонского ордена и рижского архиепископа переходили под протекторат Великого княжества Литовского. Таким образом, конфликт между Россией и Литвой стал неизбежным.
Готовясь к войне, Сигизмунд пытался убедить крымского хана напасть с ним вместе на Северскую землю, однако русская дипломатия отвлекла хана обещаниями богатых подарков и выиграла ценное время, отсрочив литовско-крымский союз.

## Ход военных действий
Не дожидаясь окончания перемирия, литовские войска под руководством Николая Рыжего Радзивилла напали на русский гарнизон крепости Тарваст и захватили её. Посланные против Радзивилла русские войска во главе с Василием Глинским и Петром Серебряным-Оболенским разбили его под Перновом. В 1562 году русские и литовские войска отличились взаимными разорительными походами в приграничных землях. Театром военных действий стали восточнобелорусские земли, псковская земля на северном направлении и чернигово-северская земля на южном. Русским удалось разорить и сжечь посады ряда городов, литовцы же безуспешно осаждали Опочку. Обе стороны применяли тактику грабительских набегов и разорений, которая вела к подрыву экономического и военного потенциала противника. Ничьей окончился бой под Невелем, который польско-литовские источники впоследствии возвеличили до уровня эпической победы своего оружия. Северские походы Филона Кмиты принесли Литве несколько мелких полевых побед и разорение русской Северщины, но не увенчались взятием городов.
В 1563 году русские войска с самим царём Иваном Грозным во главе совершили крупный и победоносный поход на Полоцк, в результате которого был взят этот крупный и стратегически важный город Великого княжества Литовского, издревле считавшийся русскими государями своей вотчиной. Для Литвы потеря Полоцка стала большим шоком. Однако дальнейшее продвижение русских войск вглубь Литвы было сорвано в результате поражения русского корпуса в битве при Чашниках в 1564 году. Ответная трёхнедельная литовская осада Полоцка была неудачной. Русские же провели успешную осаду крепости Озерище.
В последующие годы война перешла в фазу многочисленных, но не очень масштабных столкновений. Русская сторона не могла в полной мере разворачивать наступательные действия, поскольку была вынуждена выделять значительные силы на оборону от возможных набегов крымских татар, согласовывавших свою деятельность с польско-литовским монархом.

## Заключение перемирия
В 1570 году в Великом княжестве Литовском начался страшный голод, что ускорило поиски мира. В июне 1570 года в Москве было заключено трёхлетнее перемирие, в котором стороны договорились «рубежей не писать», то есть обошли стороной территориальные вопросы, в том числе в занятой обеими сторонами Ливонии. Каждая сторона по умолчанию признавала на время перемирия фактические владения противника. Соглашение было подтверждено посольством Григория Мещерского в Вильне в следующем году.

## Результаты войны
Ход русско-литовской войны 1561—1570 годов был подобен ходу войны 1512—1522 годов. В обоих случаях имело место взятие русской стороной в начале войны крупного городского центра (Смоленска и Полоцка, соответственно), которые и являлись для неё первостепенными целями обеих войн. Однако дальнейшие попытки развить успех терпели неудачу в результате чувствительных поражений — в битве под Оршей 1514 года и битве под Чашниками 1564 года. Тем не менее, стратегическая инициатива сохранялась за русской стороной, хотя серьёзных операций уже не проводилось, в том числе из-за крымского фактора. Вместо этого имели место быстрые разорительные походы, имеющие целью не захват территории, а подрыв материальной базы противника.
Война в очередной раз выявила военную слабость Великого княжества Литовского и его неспособность в одиночку противостоять напору Русского государства. Потеря Полоцка и масштабные разорения Литвы позволяют считать эту войну её поражением и победой России. В то же время, война привела к заключению в 1569 году Люблинской унии и основанию Речи Посполитой (фактическое поглощение Литвы Польшей), что означало усиление военного потенциала соперников России. Это в полной мере проявилось во время русско-польской войны 1577—1582 годов, когда польско-литовские войска во главе с королём Стефаном Баторием нанесли России чувствительное поражение.